# Slag bij Livorno
De Slag bij Livorno (in het Engels: Battle of Leghorn) vond plaats op 14 maart 1653, tijdens de Eerste Engels-Nederlandse Oorlog, bij Livorno (Italië). Het was een overwinning voor een Nederlandse vloot onder commandeur Jan van Galen op een Engelse vloot onder kapitein Henry Appleton. Later verscheen een Engelse vloot onder Richard Badiley, die Appleton had geprobeerd te bereiken, maar die vluchtte in het zicht van een overmacht.
In 1652 had de Engelse regering bij vergissing geconcludeerd dat de Nederlanders na hun nederlaag bij de Slag bij de Hoofden tijdens de winter geen oorlogsvloot meer zouden doen uitvaren, en had de Engelse oorlogsvloot in twee delen opgesplitst: een voor de Middellandse Zee en een voor de Engelse wateren. Deze verdeling leidde tot een verlies voor het Engelse deel bij de Slag bij de Singels in december 1652, en in het begin van 1653 werd de situatie in de Middellandse Zee ook steeds kritieker. Appletons smaldeel van zes schepen werd vastgepend in Livorno door een blokkade van zestien Nederlandse schepen, terwijl de acht onder Richard Badiley bij Elba lagen.
De enige hoop voor de Engelsen was om hun krachten te bundelen, maar Appleton vertrok te vroeg en maakte al contact met de Nederlanders voor Badiley te hulp kon komen. Drie van zijn schepen werden veroverd en twee vernietigd. Alleen de Mary, die sneller kon zeilen dan de Nederlanders, ontsnapte om zich bij Badiley te voegen. Badiley trok zich terug toen de overmacht te groot bleek te zijn.
De slag gaf de Nederlanders de overhand in de Middellandse Zee, de Engelse handel met de Levant was aan hen overgeleverd, maar Van Galen werd dodelijk gewond en stierf op 23 maart.
Een van de Nederlandse kapiteins bij de slag was Cornelis Tromp, zoon van Maarten, die later ook een beroemd admiraal zou worden. Een andere kapitein was Adriaan Roothaes, die daarna vlootvoogd werd bij de VOC en later commandeur van Galle in Ceylon.

## Schepen die bij de slag betrokken waren

### Nederlanden (Jan van Galen)

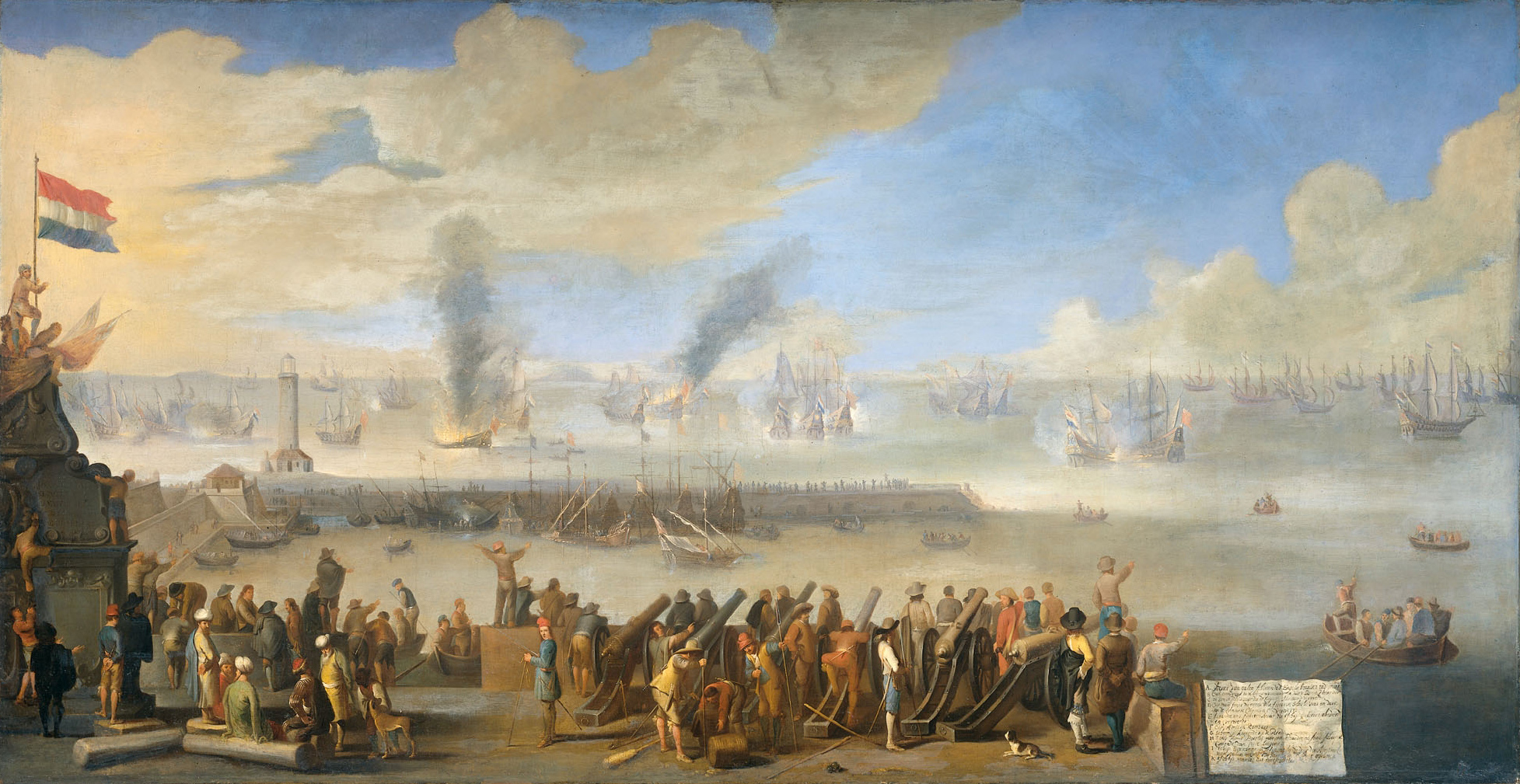
De slag bij Livorno. Johannes Lingelbach

Vereenigde Provincien/Zeven Provincien 40 (vlaggenschip)

Eendracht 40 (Jacob de Boer)

Maan 40 (Cornelis Tromp)

Ter Goes 40 (Johan Richewijn)

Zon  40 (Boogaerdt)

Zutphen 36 (Jan Uytenhout)

Maagd van Enkhuysen 34 (C.Ham)

Jonge Prins 28 (Cornelis Slort)

Julius Caesar 28 (gehuurd koopvaardijschip) (Jacob Rooker)

Witte Olifant 28 (gehuurd Italiaans koopvaardijschip Elefante Bianco; kapitein Sijbrant Janszoon Mol)

Madonna della Vigna 28 (gehuurd koopvaardijschip) - Liep aan de grond noordelijk van de haven van Livorno (Herman Fonne)

Susanna 28 (gehuurd koopvaardijschip) (Pieter de Vries)

Zwarte Arend 28 (Pieter Bontebotter)

Salomons Oordeel 28 (gehuurd koopvaardijschip) (Mijndert Oostwoudt)

Roode Haes  28 (gehuurd koopvaardijschip) (Adriaan Roothaes)

Ster  28 (gehuurd koopvaardijschip) (Hendrik Govertsz)

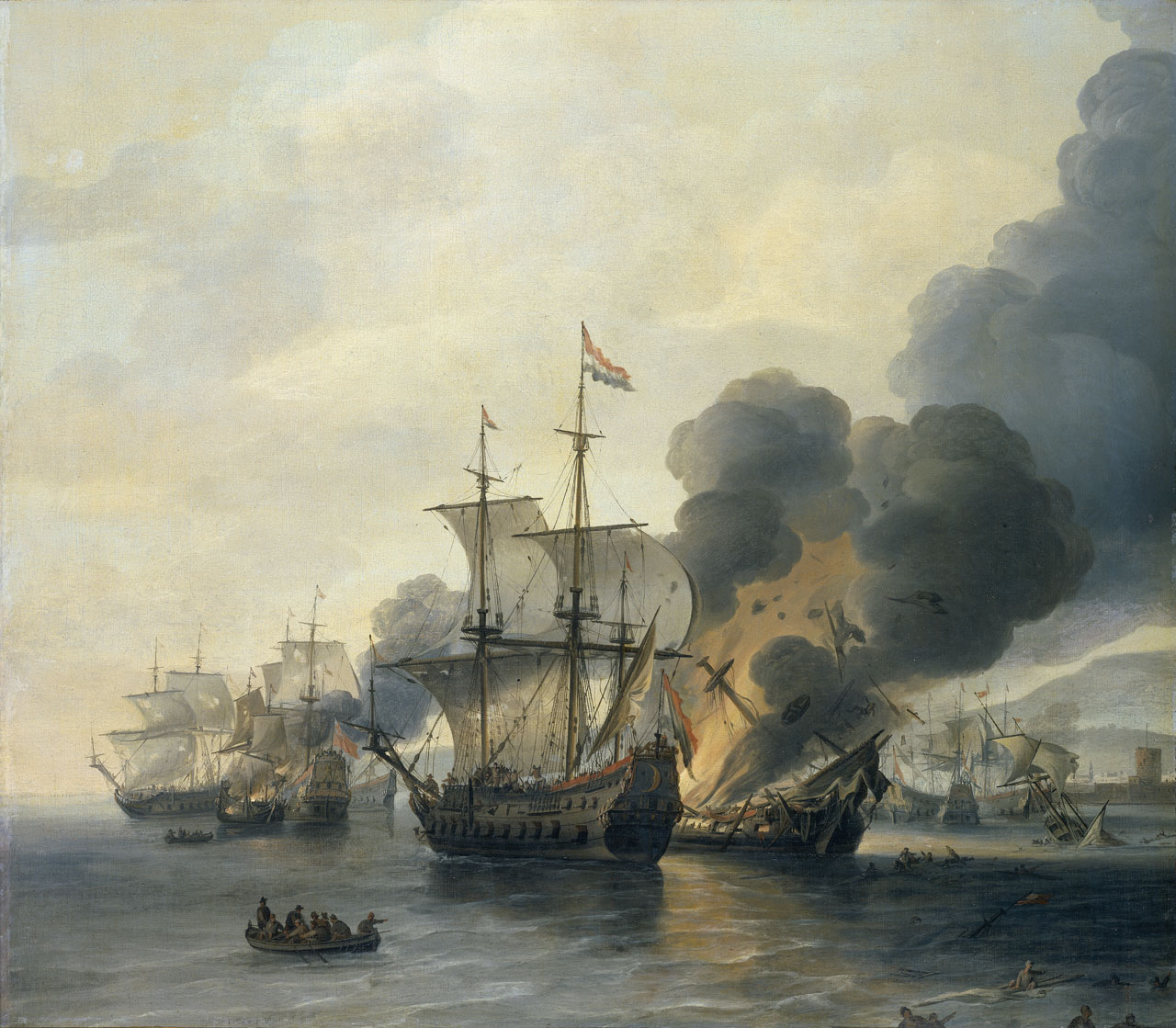
De slag bij Livorno. Willem van Diest

### Engeland
Henry Appleton's smaldeel

Bonaventure 44 - Opgeblazen door Vereenigde Provincien (kapitein Lyme)

Leopard 48 (vlaggenschip) - Veroverd (door de Eendracht?)

Sampson 40 (gehuurd koopvaardijschip) - Verbrand door brander (kapitein Seaman)

Mary 30 (gehuurd koopvaardijschip) (kapitein Fisher)

Peregrine 30 (gehuurd koopvaardijschip) - Veroverd door Zwarte Arend (kapitein Wood)

Levant Merchant 30 (gehuurd koopvaardijschip) - Veroverd door Maagd van Enkhuysen (kapitein Marsh)

Richard Badiley's vloot

Paragon 52 (vlaggenschip)

Phoenix 36 (Fox)

Elizabeth 36 (Reeves)

Constant Warwick 32 (Upshott)

Mary Rose 32 (gehuurd koopvaardijschip) (Turtle)

Lewis 30 (gehuurd koopvaardijschip) (Ell)

William and Thomas 30 (gehuurd koopvaardijschip) (Godolphin)

Thomas Bonaventure 28 (gehuurd koopvaardijschip) (Hughes)

Charity (brander) (Whyting)